# Filtrace

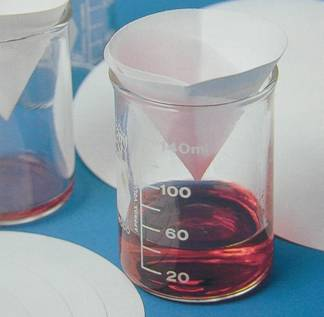
Ukázka filtrace

Filtrace je způsob oddělení pevné látky od kapaliny či plynu na porézní přepážce – filtru. Jako filtr slouží v laboratorní chemii nejčastěji filtrační papír, ale v určitých situacích lze jako filtr použít i látku nebo písek (např. v čističce odpadních vod). Tekutina suspenze filtrem proteče, zatímco pevné částice filtr zachytí. Obdobný mechanismus používají i některé živé organismy k získávání drobné potravy z vody.

## Rozdělení
- povrchová filtrace – částice se zachycují na povrchu filtru, kde vytvářejí vrstvu, zvanou filtrační koláč. Podle velikosti částic se dále dělí na
  - koláčová filtrace – větší než přibližně 1μm, často viditelné pouhým okem (kvasinky, mouka, krvinky, sraženiny atd.). Hnací silou tohoto procesu je rozdíl tlaku.
  - mikrofiltrace – přibližně od 0,1μm do 1μm (pigmenty, bakterie, azbest). Hnací silou tohoto procesu je rozdíl tlaku.
  - ultrafiltrace – přibližně od 3 nm do 0,1 μm (bílkoviny, viry, želatina). Hnací silou tohoto procesu je rozdíl tlaku.
  - nanofiltrace – zde se už udává spíše rozmezí molekulárních hmotností filtrované látky a to přibližně od 200 g/mol do 15.000 g/mol což odpovídá přibližně velikosti částic od 1 nm do 10 nm (barviva, pesticidy, herbicidy, cukry). Hnací silou tohoto procesu je rozdíl tlaku.
  - reverzní osmóza – molekulární hmotnost menší než 200 g/mol (ionty, soli). Hnací silou tohoto procesu je rozdíl tlaku.
  - difusní dialýza – dělení iontů i nenabitých částic (krevní dialýza – čištění krve od metabolických škodlivin). Hnací silou tohoto procesu je rozdíl koncentrací.
  - elektrodialýza – dělení aniontů a kationtů (čištění síranových vod po těžbě uranu u Stráže pod Ralskem). Hnací silou tohoto procesu je elektrické pole – rozdíl elektrického potenciálu.
- hloubková filtrace – částice procházejí porézním prostředím filtru a zachycují se v něm (pískové filtry v čistírnách odpadních vod). Tloušťka filtru bývá mnohem větší než v povrchové filtraci.

## Filtrace v biologii
Termín filtrace se používá i v biologii. Je to druh potravní strategie – získávání malé pevné potravy (planktonu) z vody. Organismus, který se živí pomocí filtrace, se nazývá filtrátor. Příkladem jsou např. nálevníci, drobní korýši, někteří mlži, ale i mnozí obratlovci, např. někteří žraloci nebo kytovci.